# Бир-эль-Джир
Бир-эль-Джир (араб. بئر الجير‎) — город на северо-западе Алжира, на территории вилайета Оран. Административный центр одноимённого округа.

## Географическое положение
Город находится в северной части вилайи, вблизи от побережья Средиземного моря и является восточным пригородом города Оран. Абсолютная высота — 153 метра над уровнем моря.

Бир-эль-Джир расположен на расстоянии приблизительно 340 километров к западу-юго-западу (WSW) от столицы страны Алжира.

## Демография
По данным переписи, на 2008 год население составляло 152 151 человека.
Динамика численности населения города по годам:
| 1977 | 1987   | 1998   | 2008    | 2012    |
| ---- | ------ | ------ | ------- | ------- |
| 806  | 18 735 | 71 794 | 152 151 | 203 092 |

## Транспорт
К югу от города расположен аэропорт Оран Эс Сения.